# Cuba ai Giochi della III Olimpiade
Cuba partecipò ai Giochi della III Olimpiade che si sono svolti a Saint Louis dal 1º luglio al 23 novembre 1904, con una delegazione di 3 atleti impegnati in due discipline.

## Medaglie

### Medaglie d'oro
| Medaglia | Nome                  | Sport   | Evento                        |
| -------- | --------------------- | ------- | ----------------------------- |
| Oro      | Ramón Fonst           | Scherma | Spada individuale             |
| Oro      | Ramón Fonst           | Scherma | Fioretto individuale          |
| Oro      | Albertson Van Zo Post | Scherma | Scherma col bastone           |
| Oro      | Manuel Díaz           | Scherma | Sciabola individuale maschile |

### Medaglie d'argento
| Medaglia | Nome                  | Sport   | Evento               |
| -------- | --------------------- | ------- | -------------------- |
| Argento  | Charles Tatham        | Scherma | Spada individuale    |
| Argento  | Albertson Van Zo Post | Scherma | Fioretto individuale |

### Medaglie di bronzo
| Medaglia | Nome                  | Sport   | Evento               |
| -------- | --------------------- | ------- | -------------------- |
| Bronzo   | Charles Tatham        | Scherma | Fioretto individuale |
| Bronzo   | Albertson Van Zo Post | Scherma | Spada individuale    |
| Bronzo   | Albertson Van Zo Post | Scherma | Sciabola individuale |

## Risultati

### Atletica leggera
| Evento   | Pos. | Atleta           | Finale      |
| -------- | ---- | ---------------- | ----------- |
|          |      |                  |             |
| Maratona | 4°   | Andarín Carvajal | Sconosciuto |
|          |      |                  |             |

### Scherma
| Evento        | Pos. | Schermidore           | Semifinale           | Finale |
| ------------- | ---- | --------------------- | -------------------- | ------ |
|               |      |                       |                      |        |
| Fioretto ind. | 1st  | Ramón Fonst           | 4-0 1°, semifinale A | 3-0    |
| Fioretto ind. | 2°   | Albertson Van Zo Post | 3-1 2°, semifinale A | 2-1    |
| Fioretto ind. | 3°   | Charles Tatham        | 2-1 2°, semifinale B | 1-2    |
|               |      |                       |                      |        |

| Evento               | Pos. | Schermidore                                   | Finale      |
| -------------------- | ---- | --------------------------------------------- | ----------- |
|                      |      |                                               |             |
| Fioretto di squadra  | 1°   | Ramón Fonst Albertson Van Zo Post Manuel Díaz | 1-0 (7-2)   |
|                      |      |                                               |             |
| Spada individuale    | 1°   | Ramón Fonst                                   | Sconosciuto |
| Spada individuale    | 2°   | Charles Tatham                                | Sconosciuto |
| Spada individuale    | 3°   | Albertson Van Zo Post                         | Sconosciuto |
|                      |      |                                               |             |
| Sciabola individuale | 1°   | Manuel Díaz                                   | 3-0         |
| Sciabola individuale | 3°   | Albertson Van Zo Post                         | 2-1         |
|                      |      |                                               |             |
| Scherma col bastone  | 1°   | Albertson Van Zo Post                         | 11          |
|                      |      |                                               |             |